# Paracycling-Straßeneuropameisterschaften 2023
Die Paracycling-Straßeneuropameisterschaften 2023 (2023 UEC Para-Cycling Road European Championships) fanden vom 17. bis 20. August 2023 im Rahmen der ersten European Para Championships im niederländischen Rotterdam  statt.
Rund 145 Sportlerinnen und Sportler aus 20 Ländern kämpften um EM-Titel in geplanten 14 Rennklassen, jeweils im Einzelzeitfahren und im Straßenrennen sowie in einer Mixed-Staffel.

## Resultate

### Zeitfahren Klasse B
| Frauen – WB (15,5 km) |                                    |              |            |
| #                     | Fahrerin/Pilotin                   | Nationalität | Zeit (min) |
|                       | Patrycja Kuter/ Kasia Kornasiewicz | POL          | 22:05,01   |
|                       | Otylia Marczuk/ Ewa Bańkowska      | POL          | + 0:02     |
|                       | Marianna Agostini/ Alice Gasparini | ITA          | + 0:17     |

| Männer – MB (15,5 km) |                                             |              |            |
| #                     | Fahrer/Pilot                                | Nationalität | Zeit (min) |
|                       | Tristan Bangma/ Patrick Bos                 | NED          | 17:59,77   |
|                       | Vincent Terschure/ Timo Fransen             | NED          | + 0:29     |
|                       | Christian Venge Balboa/ Noel Martin Infante | ESP          | + 0:48     |

### Straßenrennen Klasse B
| Frauen – WB (78,0 km) |                                           |              |          |
| #                     | Fahrerin/Pilotin                          | Nationalität | Zeit (h) |
|                       | Justyna Kiryła/ Aleksandrą Tecław         | POL          | 2:02:24  |
|                       | Katarzyna Orzechowska/ Barbara Borowiecka | POL          | + 2:15   |
|                       | Otylia Marczuk/ Ewa Bańkowska             | POL          | + 2:15   |

| Männer – MB (93,0 km) |                                 |              |          |
| #                     | Fahrer/Pilot                    | Nationalität | Zeit (h) |
|                       | Tristan Bangma/ Patrick Bos     | NLD          | 2:10:02  |
|                       | Vincent Terschure/ Timo Fransen | NLD          | + 0:01   |
|                       | Fabio Colombo/ Paolo Toto       | ITA          | + 0:04   |

### Zeitfahren Klasse C
| #                      | Fahrerin               | Nationalität | Zeit (h)  |
| ---------------------- | ---------------------- | ------------ | --------- |
| Frauen – WC2 (10,3 km) |                        |              |           |
|                        | Flurina Rigling        | SUI          | 15:38,73  |
|                        | Maike Hausberger       | GER          | + 0:08,00 |
|                        | Yvonne Marzinke        | AUT          | + 2:24,00 |
| Frauen – WC3 (10,3 km) |                        |              |           |
|                        | Antonella Incristi     | ITA          | 15:31,44  |
|                        | Aniek van den Aarssen  | NLD          | + 0:30,00 |
| Frauen – WC4 (10,3 km) |                        |              |           |
|                        | Franziska Matile-Dörig | SUI          | 15:16,24  |
|                        | Katell Alençon         | FRA          | + 1:05,00 |
| Frauen – WC5 (10,3 km) |                        |              |           |
|                        | Heidi Gaugain          | FRA          | 14:37,94  |
|                        | Kerstin Brachtendorf   | GER          | + 0:20,00 |
|                        | Claudia Cretti         | ITA          | + 0:32,00 |

| #             | Fahrer                          | Nationalität | Zeit (min) |
| ------------- | ------------------------------- | ------------ | ---------- |
| MC1 (10,3 km) |                                 |              |            |
|               | Ricardo Ten Argilés             | ESP          | 14:59,30   |
|               | Alexandre Frias Bernardo Vieira | POR          | + 1:04,00  |
|               | Andreas Zirkl                   | AUT          | + 2:33,00  |
| MC2 (10,3 km) |                                 |              |            |
|               | Alexandre Leaute                | FRA          | 13:43,41   |
|               | Nikolaos Papangelis             | GRE          | + 0:37     |
|               | Maurice Far Eckhard Tió         | FRA          | + 0:52     |
| MC3 (10,3 km) |                                 |              |            |
|               | Matthias Schindler              | GER          | 13:36,88   |
|               | Eduardo Santas Asensio          | ESP          | + 0:02,00  |
|               | Thomas Peyroton Dartet          | NED          | + 0:07,00  |
| MC4 (15,5 km) |                                 |              |            |
|               | Gatien Le Rousseau              | FRA          | 19:59,66   |
|               | Timothy Zemp                    | SUI          | + 0:41,00  |
|               | Damian Ramos Sanchez            | ESP          | + 0:42,00  |
| MC5 (15,5 km) |                                 |              |            |
|               | Dorian Foulon                   | FRA          | 19:24,79   |
|               | Daniel Abraham Gebru            | NED          | + 0:07     |
|               | Martin van de Pol               | NED          | + 0:26,00  |

### Straßenrennen Klasse C
| #                      | Fahrerin               | Nationalität | Zeit (h)  |
| ---------------------- | ---------------------- | ------------ | --------- |
| Frauen – WC2 (52,0 km) |                        |              |           |
|                        | Flurina Rigling        | SUI          | 1:42:28   |
|                        | Christelle Ribault     | FRA          | + 1 Runde |
|                        | Yvonne Marzinke        | AUT          | + 1 Runde |
| Frauen – WC3 (52,0 km) |                        |              |           |
|                        | Antonella Incristi     | ITA          | 1:37:52   |
|                        | Aniek van den Aarssen  | NED          | + 1:41:21 |
| Frauen – WC4 (52,0 km) |                        |              |           |
|                        | Franziska Matile-Dörig | SUI          | 1:31:11   |
|                        | Katell Alençon         | FRA          | + 2:17    |
| Frauen – WC5 (52,0 km) |                        |              |           |
|                        | Heidi Gaugain          | FRA          | 1:28:12   |
|                        | Claudia Cretti         | ITA          | + 2:57    |
|                        | Kerstin Brachtendorf   | GER          | + 2:57    |

| #                      | Fahrer                          | Nationalität | Zeit (h) |
| ---------------------- | ------------------------------- | ------------ | -------- |
| Männer – MC1 (63,0 km) |                                 |              |          |
|                        | Ricardo Ten Argilés             | ESP          | 1:45:57  |
|                        | Michael Teuber                  | GER          | + 4:49   |
|                        | Alexandre Frias Bernardo Vieira | POR          | + 0:17   |
| Männer – MC2 (63,0 km) |                                 |              |          |
|                        | Alexandre Léauté                | FRA          | 1:37:34  |
|                        | Nikolaos Papangelis             | GRE          | + 1:24   |
|                        | Maurice Far Eckhard Tió         | ESP          | + 6:22   |
| Männer – MC3 (63,0 km) |                                 |              |          |
|                        | Thomas Peyroton Dartetz         | FRA          | 1:34:26  |
|                        | Hidde Buur                      | NED          | + 4:32   |
|                        | Valentin Sicot                  | FRA          | + 4:32   |
| Männer – MC4 (78,0 km) |                                 |              |          |
|                        | Damian Ramos Sanchez            | ESP          | 1:58:12  |
|                        | Patrik Kuril                    | SLO          | + 0:00   |
|                        | Gatien Le Rousseau              | FRA          | + 0:00   |
| Männer – MC5 (49,6 km) |                                 |              |          |
|                        | Daniel Abraham Grebru           | NED          | 1:49:31  |
|                        | Martin van de Pol               | NED          | + 1:32   |
|                        | Daniel Abraham Grebru           | NED          | + 1:54   |

### Zeitfahren Klasse T
| #                      | Fahrerin              | Nationalität | Zeit (min) |
| ---------------------- | --------------------- | ------------ | ---------- |
| Frauen – T1 (12,45 km) |                       |              |            |
|                        | Marieke van Soest     | NED          | 27:18,05   |
|                        | Pavlína Vejvodová     | CZE          | + 4:51,59  |
| Frauen – T2 (12,45 km) |                       |              |            |
|                        | Celine van Till       | NED          | 25:54,59   |
|                        | Jana Majunke          | GER          | + 0:41,65  |
|                        | Angelika Dreock-Käser | GER          | + 0:47,59  |

| #                      | Fahrer                | Nationalität | Zeit (min) |
| ---------------------- | --------------------- | ------------ | ---------- |
| Männer – T1 (12,45 km) |                       |              |            |
|                        | Giorgio Farroni       | ITA          | 24:31,17   |
|                        | Gonzalo Garcia Abella | ESP          | + 0:43,11  |
|                        | David Geslot          | FRA          | + 0:52,52  |
| Männer – T2 (12,45 km) |                       |              |            |
|                        | Maximilian Jäger      | GER          | 23:07,75   |
|                        | Tim Celen             | BEL          | + 0:40,78  |
|                        | Hans-Peter Durst      | GER          | + 0:59,90  |

### Straßenrennen Klasse T
| #                      | Fahrerin              | Nationalität | Zeit (min) |
| ---------------------- | --------------------- | ------------ | ---------- |
| Frauen – WT1 (26,0 km) |                       |              |            |
|                        | Pavlína Vejvodová     | CZE          | 58:30      |
| Frauen – WT2 (26,0 km) |                       |              |            |
|                        | Celine van Till       | NED          | 54:59      |
|                        | Angelika Dreock-Käser | GER          | + 0:20     |

| #                      | Fahrer                 | Nationalität | Zeit (min) |
| ---------------------- | ---------------------- | ------------ | ---------- |
| Männer – MT1 (31,0 km) |                        |              |            |
|                        | Giorgio Farroni        | ITA          | 1:02:40    |
|                        | Gonzalo Garcia Abella  | ESP          | + 2:19     |
|                        | Petr Berger            | CZE          | + 1 Runde  |
| Männer – MT2 (31,0 km) |                        |              |            |
|                        | Wolfgang Steinbichler  | AUT          | 56:43      |
|                        | Joan Reinoso Figuerola | ESP          | + 1:48     |
|                        | Jindrich Masin         | CZE          | + 1:48     |

### Zeitfahren Klasse H
| #                      | Fahrerin             | Nationalität | Zeit (min) |
| ---------------------- | -------------------- | ------------ | ---------- |
| Frauen – WH1 (18,3 km) |                      |              |            |
|                        | Simona Canapari      | ITA          | 1:07:18,59 |
| Frauen – WH2 (18,3 km) |                      |              |            |
|                        | Roberta Amadeo       | ITA          | 44:05,83   |
| Frauen – WH3 (18,3 km) |                      |              |            |
|                        | Annika Zeyen         | GER          | 32:51,60   |
|                        | Francesca Porcellato | ITA          | + 0:28,67  |
|                        | Anna Oroszova        | POL          | + 1:16,08  |
| Frauen – WH4 (18,3 km) |                      |              |            |
|                        | Jenette Jansen       | NED          | 31:42,52   |
|                        | Sandra Stöckli       | SUI          | + 1:49,45  |
|                        | Cornelia Wibmer      | AUT          | + 2:28,89  |
| Frauen – WH5 (18,3 km) |                      |              |            |
|                        | Chantal Haenen       | SUI          | 31:38,05   |
|                        | Ana Maria Vitelaru   | ITA          | + 1:32,29  |
|                        | Katia Aere           | ITA          | + 3:39,53  |

| #                       | Fahrer                               | Nationalität | Zeit (min) |
| ----------------------- | ------------------------------------ | ------------ | ---------- |
| Männer – MH1 (18,3 km)  |                                      |              |            |
|                         | Fabrizio Cornegliani                 | ITA          | 40:30,49   |
|                         | Maxime Hordies                       | BEL          | + 0:50,20  |
|                         | Patrik Jahoda                        | CZE          | + 4:07,74  |
| Männer – MH2 (18,3 km)  |                                      |              |            |
|                         | Florian Jouanny                      | FRA          | 30:32,40   |
|                         | Sergio Garrote Muñoz                 | AUT          | + 0:39,33  |
|                         | Christophe Marchal                   | FRA          | + 8:26,49  |
| Männer – MH3 (27,45 km) |                                      |              |            |
|                         | Martino Pini                         | ITA          | 43:33,17   |
|                         | Luis Miguel García-Marquina Cascalla | ESP          | + 0:05,41  |
|                         | Federico Mestroni                    | ITA          | + 0:57,45  |
| Männer – MH4 (27,45 km) |                                      |              |            |
|                         | Thomas Frühwirth                     | AUT          | 40:10,48   |
|                         | Mathieu Bosredon                     | FRA          | + 0:31,74  |
|                         | Alexander Gritsch                    | AUT          | + 0:36,19  |
| Männer – MH5 (27,45 km) |                                      |              |            |
|                         | Mitch Valize                         | NED          | 39:11,51   |
|                         | Loïc Vergnaud                        | FRA          | + 1:00,12  |
|                         | Tim de Vries                         | NED          | + 3:46,55  |

### Straßenrennen Klasse H
| #                      | Fahrerin             | Nationalität | Zeit (h)   |
| ---------------------- | -------------------- | ------------ | ---------- |
| Frauen – WH1 (36,0 km) |                      |              |            |
|                        | Luisa Pasini         | ITA          | 1:22:26    |
|                        | Veronica Frisi       | ITA          | + 1 Runde  |
| Frauen – WH2 (36,0 km) |                      |              |            |
|                        | Roberta Amadeo       | ITA          | 1:22:26    |
|                        | Simona Canipari      | ITA          | + 1 Runde  |
|                        | Angela Procida       | ITA          | + 3 Runden |
| Frauen – WH3 (36,0 km) |                      |              |            |
|                        | Francesca Porcellato | ITA          | 1:09:38    |
|                        | Annika Zeyen         | GER          | + 0:00     |
|                        | Anna Oroszova        | SLO          | + 0:00     |
| Frauen – WH4 (36,0 km) |                      |              |            |
|                        | Giulia Ruffato       | ITA          | 1:05:59    |
|                        | Suzanna Tangen       | NOR          | + 0:00     |
|                        | Jennette Jansen      | NED          | + 0:00     |
| Frauen – WH5 (36,0 km) |                      |              |            |
|                        | Ana Maria Vitelaru   | ITA          | 1:13:20    |
|                        | Andrea Eskau         | GER          | + 0:00     |
|                        | Katia Aere           | ITA          | + 0:43     |

| #                      | Fahrer               | Nationalität | Zeit (h)  |
| ---------------------- | -------------------- | ------------ | --------- |
| Männer – MH1 (31,0 km) |                      |              |           |
|                        | Fabrizio Cornegliani | ITA          | 1:07:28   |
|                        | Ernst Bachmaier      | AUT          | + 1 Runde |
|                        | Patrik Jahoda        | CZE          | + 1 Runde |
| Männer – MH2 (31,0 km) |                      |              |           |
|                        | Florian Jouanny      | FRA          | 58:40     |
|                        | Sergio Garrote Muñoz | ESP          | + 1:52    |
|                        | Luca Macconel        | ITA          | + 5:35    |
| Männer – MH3 (63,0 km) |                      |              |           |
|                        | Davide Cortini       | ITA          | 1:40:47   |
|                        | Vico Merklein        | GER          | + 0:00    |
|                        | Mirko Testa          | ITA          | + 0:00    |
| Männer – MH4 (63,0 km) |                      |              |           |
|                        | Mathieu Bosredon     | FRA          | 1:33:52   |
|                        | Joseph Fritsch       | FRA          | + 0:00    |
|                        | Thomas Frühwirth     | AUT          | + 0:02    |
| Männer – MH5 (63,0 km) |                      |              |           |
|                        | Tim de Vries         | NED          | 1:46:05   |
|                        | Mitch Valize         | FRA          | + 0:00    |
|                        | Loïc Vergnaud        | POR          | + 0:00    |

### Handbiker-Staffel (9,63 km)
| Platz | Sportler                                               | Land | Zeit (min) |
| ----- | ------------------------------------------------------ | ---- | ---------- |
|       | Johan Quaile Anaïs Vincent Joseph Fritsch              | FRA  | 18:19      |
|       | Federico Mestroni Francesca Porcellato Diego Colombari | ITA  | + 0:06     |
|       | Vico Merklein Annika Zeyen Andrea Eskau                | GER  | + 0:16     |